# Georges Tignard
Georges Tignard, né le 2 juin 1955 à Toulouse et mort dans la même ville le 4 septembre 2022,, est un footballeur français. 
Il a la particularité d'avoir évoluer au poste de gardien de but et celui d'avant-centre. Lors d'un match du quatrième tour de la coupe de France le 9 novembre 1980 sous les couleurs du FC Salon, il réussit l'exploit de faire un hat-trick contre l'AC Arles (victoire 3 buts à 1).

## Carrière
- 1974-1975 :  US Toulouse
- 1975-1976 :  SÉC Bastia (réserve)
- 1976-1980 :  Paris FC
- 1980-1981 :  FC Salon[3]

## Statistiques
- 10 matchs en Division 1
- 66 matchs en Division 2